# Biografielijst Wt

## Wte
- Johannes Wtenbogaert (1557-1644), Nederlands predikant en prozaschrijver
- Moyses van Wtenbrouck (ca. 1595-ca. 1647), Nederlands kunstschilder en etser
- Joachim Wtewael (1566-1638), Nederlands kunstschilder
- Peter Wtewael (1596-1660), Nederlands kunstschilder

## Wtt
- Christine Wilhelmine Isabelle Wttewaall van Stoetwegen (1901-1986), Nederlands freule en politica
- Henri Assuerus Wttewaall van Stoetwegen (1812-1866), Nederlands politicus